# Le Double K
Le Double K – koktajl alkoholowy, należący do aperitifów. Z okazji spotkania kanonika Kir i Nikity Chrusczowa powstał napój z crème de cassis, białego wina i wódki nazwany Le Double K. Koktajl ten jest odmianą tradycyjnego Kir. Nazwa pochodzi od nazwiska Felix Kir, który był merem Dijon.